# Bracon induratus
Bracon induratus är en stekelart som beskrevs av Théobald 1937. Bracon induratus ingår i släktet Bracon och familjen bracksteklar. Inga underarter finns listade.